# 28. BAFTA-gála
A 28. BAFTA-gálát 1975-ben tartották, melynek keretében a Brit film- és televíziós akadémia az 1974. év legjobb filmjeit és alkotóit díjazta.

## Díjazottak és jelöltek
(a díjazottak félkövérrel vannak jelölve)

### Legjobb film
Lacombe Lucien
- Kínai negyed
- Az utolsó szolgálat
- Gyilkosság az Orient expresszen

### David Lean-díj a legjobb rendezésért
Roman Polański – Kínai negyed
- Francis Ford Coppola – Magánbeszélgetés
- Louis Malle – Lacombe Lucien
- Sidney Lumet – Gyilkosság az Orient expresszen / Serpico

### Legjobb elsőfilmes
Georgina Hale – Gustav Mahler utolsó napjai
- Sissy Spacek – Sivár vidék
- Cleavon Little – Fényes nyergek

### Legjobb főszereplő
Jack Nicholson – Az utolsó szolgálat/Kínai negyed
- Albert Finney – Gyilkosság az Orient expresszen
- Gene Hackman – Magánbeszélgetés
- Al Pacino – Serpico

### Legjobb női főszereplő
Joanne Woodward – Nyári kaland, téli álom
- Faye Dunaway – Kínai negyed
- Barbra Streisand – Ilyenek voltunk
- Cicely Tyson – The Autobiography of Miss Jane Pittman

### Legjobb férfi mellékszereplő
John Gielgud – Gyilkosság az Orient expresszen
- John Huston – Kínai negyed
- Randy Quaid – Az utolsó szolgálat
- Adam Faith – Csillagpor

### Legjobb női mellékszereplő
Ingrid Bergman – Gyilkosság az Orient expresszen
- Cindy Williams – American Graffiti
- Sylvia Sidney – Nyári kaland, téli álom
- Sylvia Syms – Kémek keringője

### Legjobb forgatókönyv
Kínai negyed/Az utolsó szolgálat – Robert Towne
- Fényes nyergek – Mel Brooks, Norman Steinberg, Andrew Bergman, Richard Pryor, Alan Uger
- Magánbeszélgetés – Francis Ford Coppola
- Lacombe Lucian – Louis Malle, Patrick Modiano

### Legjobb operatőri munka
A nagy Gatsby
- Kínai negyed
- Gyilkosság az Orient expresszen
- Zardoz

### Legjobb jelmez
A nagy Gatsby
- Kínai negyed
- Gyilkosság az Orient expresszen
- A három testőr, avagy a királyné gyémántjai

### Legjobb vágás
Magánbeszélgetés
- Kínai negyed
- Gyilkosság az Orient expresszen
- A három testőr, avagy a királyné gyémántjai

### Anthony Asquith-díj a legjobb filmzenének
Gyilkosság az Orient expresszen – Richard Rodney Bennett
- Boldog új év – Francis Lai
- Kínai negyed – Jerry Goldsmith
- Serpico – Míkisz Theodorákisz
- A három testőr, avagy a királyné gyémántjai – Michel Legrand

### Legjobb díszlet
A nagy Gatsby
- Kínai negyed
- Gyilkosság az Orient expresszen
- A három testőr, avagy a királyné gyémántjai

### Legjobb hang
Magánbeszélgetés
- Földrengés
- Az ördögűző
- Aranybánya

### Legjobb animációs film
Hunger/La Faim
- Cat's Cradle

### Legjobb rövidfilm
Location North Sea
- Acting In Turn
- Facets Of Glass
- The Quiet Land

### Legjobb speciális film
Monet In London
- Adventure In Colour
- Child Part II
- Nobody's Fault

### Robert Flaherty-díj a legjobb dokumentumfilmnek
Cree Hunters of Mistassini
- Compañero: Victor Jara of Chile
- Leprosy

### Egyesült Nemzetek-díj az ENSZ Alapokmányának egy vagy több elvét bemutató filmnek
Lacombe Lucian
- The Autobiography of Miss Jane Pittman

### Akadémiai tagság
Jacques Cousteau